# Mars 2MW-4 No. 3
Mars 2MW-4 No. 3 (również: Sputnik 22) – radziecka sonda kosmiczna, która miała dotrzeć do Marsa, wysłana 24 października 1962. Podobna do wysłanej 8 dni później misji Mars 1. Sonda miała minąć Marsa, wykonać jego fotografie i inne badania.
Wystrzelona na okołoziemską orbitę parkingową sonda została zniszczona w wyniku eksplozji ostatniego członu rakiety nośnej, który miał ją wprowadzić na trajektorię w kierunku Marsa. Odłamki i fragmenty sondy utrzymywały się na orbicie przez kilka dni. Ponieważ katastrofa ta zdarzyła się w czasie kryzysu kubańskiego, wykrycie przez Amerykanów  wielu nieznanych obiektów na orbicie (poprzez radar wczesnego ostrzegania na Alasce) wzięto początkowo za radziecki atak nuklearny na Stany Zjednoczone.
Niektóre źródła podają numer seryjny sondy jako 2MW-4 No. 1. W źródłach zachodnich sonda była określana nazwą Sputnik 22.